# Nationalpark Berchtesgaden

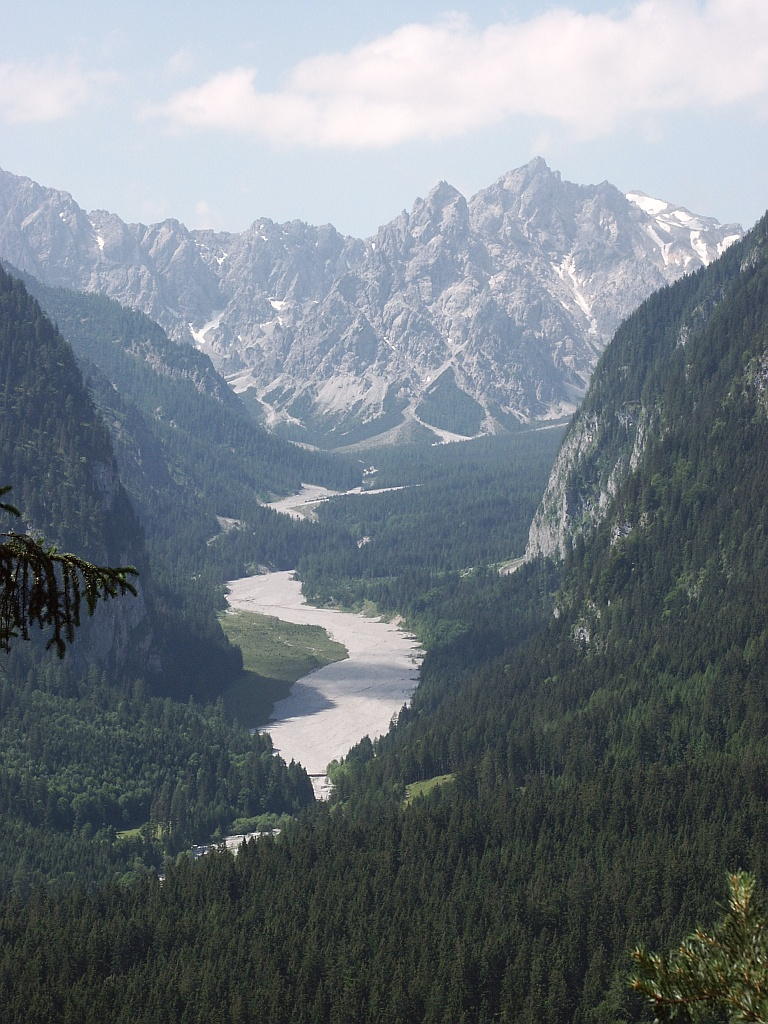
Typiskt landskap i nationalparken

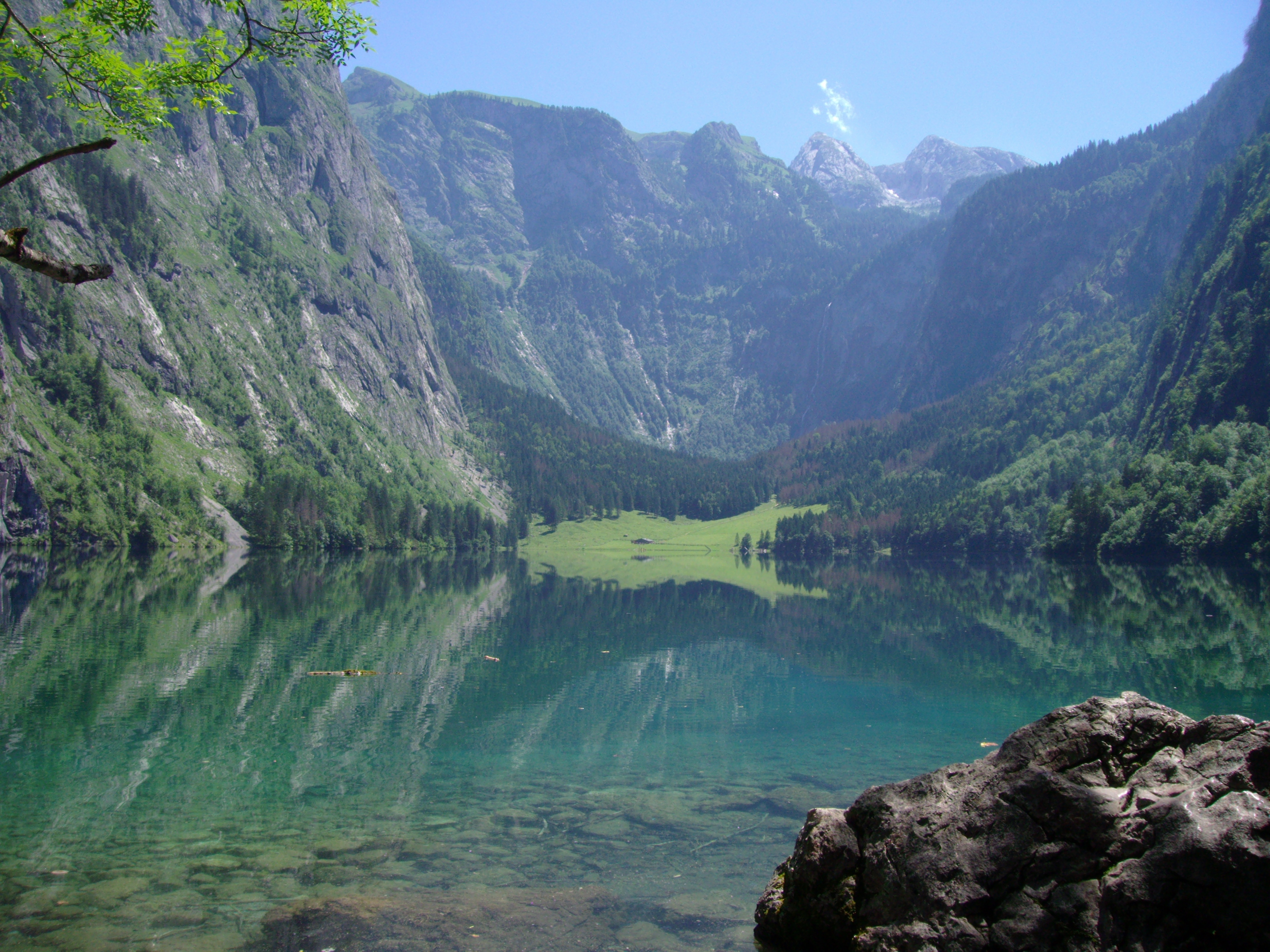
Obersee

Nationalpark Berchtesgaden i Berchtesgaden är en ungefär 210 kvadratkilometer stor nationalpark i det tyska förbundslandet Bayern. Parken gränsar i öster, sydöst och syd till Österrike. Området är en del av biosfärområdet Berchtesgaden, som utsetts av Unesco 1990, och som utvidgades till att bli biosfärområdet Berchtesgadener Land sedan juni 2010. Nationalparksförordningen trädde i kraft den 18 juli 1978. Dessutom är nationalparken betecknad som ett skyddat område i den mening som avses i Fågeldirektivet (Natura 2000 nr DE-8342-301).

## Nationalparkens utsträckning och läge
Berchtesgaden nationalpark sträcker sig över en stor del av de kommunala områdena i Ramsau bei Berchtesgaden nära Berchtesgaden och Schönau am Königssee samt över en liten del av sydöstliga kommunen Berchtesgaden. Det gränsar i öster, söder och sydväst till det österrikiska förbundslandet Land Salzburg. Enligt bestämmelserna för de viktigaste naturområden i Tyskland tillhör nationalparkens område Berchtesgadener Alpen i de norra kalkstensalperna.
Till parken, som ligger på 603,3 höjd (Königssee) till 2 713 m över havet. Berget Watzmann ligger i norra delen av nationalparkens förland på cirka 259 km² (Alpenpark Berchtesgaden), som inkluderar kommunerna Ramsau och Schönau, Berchtesgaden, Bischofswiesen och Marktschellenberg. Biosfärområdet utgör ett ännu större område.
Parken ligger i Alperna och den högsta toppen i området är Watzmann med 2 713 meter över havet.

## Djurliv
Större däggdjur som lever i nationalparken är kronhjort, gems och stenbock. Bland de mindre arterna kan nämnas skogshare, grävling, mård och murmeldjur. Här ruvar ett stort antal olika fåglar. Typiska är till exempel kungsörn, lammgam, spillkråka, järpe, tjäder, gransångare, murkrypare och alpkaja. Det finns även 16 arter kräldjur och 15 arter fiskar i nationalparken.
Tidigare fanns även visent, lodjur, brunbjörn, varg och utter i regionen.

## Turism
I parken finns ett stort nät av gångstigar som möjliggör längre vandringar. Vägarna och stigarna (tillsammans ca 260 km) underhålls huvudsakligen av nationalparksförvaltningen. Nationalparkens förvaltning erbjuder guidade vandringar för vuxna och speciella vandringar för barn. Utvalda stigar är öppna för cyklister. Miljövänliga passagerarbåtar med elektrisk framdrivning kör på sjön Königssee. Ett badförbud i nationalparkens vatten är upphävt sedan 1987.

## Faciliteter
Nationalparkens största anläggning är nationalparkcentret "Haus der Berge", inklusive det centrala informations- och besökscentret.

Andra mindre, decentraliserade informationsplatser finns vid de viktigaste ingångarna och i nationalparken: i Ramsau kommun vid Wimbachbrücke, i Klausbachhaus inte långt från Hintersee vid ingången till Klausbachtal (tidigare Laroslehen) och i Engert-Holzstube mot Hirschbichl-passet; i Schönau am Königssee, på Kührointalm och i Sankt Bartholomä.